# La Truite
La Truite è un film del 1982 diretto da Joseph Losey. Mai distribuito nelle sale italiane, viene pubblicato in DVD nel 2007.